# Alley Mills
Alley Mills (Chicago, 9 mei 1951) is een Amerikaans actrice. Ze is vooral bekend door haar rol Pamela Douglas in de soapserie The Bold and the Beautiful, en door haar rol Norma Arnold in de comedyserie The Wonder Years. Ook had ze een bijrol in "Dr. Quinn, Medicine Woman".
- Gemeinsame Normdatei: 1063984300
- Virtual International Authority File: 313405344
- WorldCat: E39PBJxCxjf3QtrMgBCCdRYwYP